# Матвеев, Михаил Николаевич
Михаи́л Никола́евич Матве́ев (род. 13 мая 1968 года) — российский государственный и политический деятель, историк, общественный деятель и публицист, депутат Государственной Думы, заместитель председателя Комитета по региональной политике и местному самоуправлению. Доктор исторических наук (2007), профессор Самарского государственного университета.
В 2007—2021 годах — депутат Самарской губернской думы IV—VI созывов, председатель комитета по местному самоуправлению.
С 2021 года - депутат Государственной думы Думы Российской Федерации VIII созыва.

## Биография
Михаил Николаевич Матвеев родился 13 мая 1968 года в Днепропетровске, в семье советской интеллигенции. Мать — школьная учительница украинского и русского языка и литературы, отец — учёный-биолог. В 1972 году семья Матвеевых переехала в город Куйбышев, где, после открытия университета, его отец Матвеев Николай Михайлович стал заведующим кафедрой ботаники.
В 1985 году окончил школу № 41 города Куйбышева и поступил в Куйбышевский государственный университет на исторический факультет, но по окончании первого курса был призван в Вооружённые силы СССР (студенты большинства вузов в те годы были лишены отсрочки). Срочную службу проходил на Краснознамённом Черноморском Флоте в звании матроса; в 1988 году продолжил учёбу в университете и в 1992 году получил диплом историка с отличием, в 1995 году окончил аспирантуру, успешно защитил кандидатскую диссертацию.
В начале 1990-х годов занимался научной и журналистской деятельностью. В 1995—1999 годах — заместитель главного редактора газеты «Самарское обозрение», в 1999—2003 годах — главный редактор газеты «Самарский курьер».
В марте 2004 избран депутатом Самарской городской думы по одномандатному округу. С 2007 по 2021 год депутат Самарской Губернской Думы от КПРФ, заместитель председателя, затем — председатель комитета по местному самоуправлению. Параллельно с депутатской продолжал научную деятельность. С 2008 по 2019 год был профессором кафедры истории государства и права Самарской государственной областной академии (Наяновой), с 2019 года профессор кафедры российской истории Самарского университета, где ведёт курс «Истории местного самоуправления России».
В 2002 году Матвеев создал и возглавил «Самарский союз народного самоуправления» — городскую общественную организацию развития самоуправления и защиты прав населения (в 2008 году реорганизована в Самарское региональное общественное Движение «Союз народного самоуправления — Блок Михаила Матвеева»).
В 2004 году избран депутатом Самарской городской думы по Октябрьскому округу № 8.
В 2004—2006 годах — председатель Контрольного комитета городской Думы, член комитета по местному самоуправлению, комитета по экономике.
На выборах мэра Самары в 2006 год в качестве независимого кандидата занял 4 место с 14 % (около 50 тыс. голосов).
11 марта 2007 года избран депутатом Самарской Губернской Думы четвёртого созыва по Октябрьскому избирательному округу № 4.
С мая 2010 года — беспартийный член фракции КПРФ в Самарской Губернской Думе, с декабря 2017 года — член КПРФ.
4 декабря 2011 года избран депутатом Самарской Губернской Думы пятого созыва по Октябрьскому избирательному округу № 4 на новый срок.
В сентябре 2016 года избран депутатом Самарской Губернской Думы шестого созыва от партии КПРФ.
В 2014 году участвовал в выборах Губернатора Самарской области в качестве кандидата от КПРФ, заняв второе место.
С 2018 года — председатель комитета по местному самоуправлению, член комитета по ЖКХ, ТЭК и охране окружающей среды Самарской Губернской Думы шестого созыва.
В сентябре 2021 года избран депутатом Государственной Думы VIII созыва, заместитель председателя Комитета по региональной политике и местному самоуправлению.
Женат, жена — кандидат исторических наук, доцент, трое детей — сын и две дочери.

## Научная деятельность
После университета Михаил Матвеев поступил в аспирантуру Самарского Государственного Университета и 1995 году защитил кандидатскую диссертацию по истории земского самоуправления России («Земства Поволжья в 1917—1918 гг.»). В 2007 год в Саратовском государственном университете защитил докторскую диссертацию («Власть и общество в системе местного самоуправления России в 1977—2003 годах»), получив степень доктора исторических наук.
Кандидатская диссертация Матвеева по земству понравилась А. И. Солженицыну, с которым молодой самарский учёный познакомился в 1995 году и вплоть до самой смерти писателя поддерживал отношения. По рекомендации Солженицына журнальный вариант диссертации был опубликован в 1997 году Сергеем Залыгиным в журнале «Новый мир» под названием «Драма волжского земства».
В 2010 году получил второе высшее образование, окончив с отличием юридический факультет Восточной экономико-юридической гуманитарной академии (ВЭГУ, Самарский филиал). Автор более 50 научных работ и трёх монографий в области истории местного самоуправления России и муниципального права.
В 2008—2018 годах — профессор кафедры истории государства и права СГОА(Н).
С 2019 года — профессор кафедры Российской истории Самарского университета, где ведёт курс «История местного самоуправления России».

### Научные взгляды
Наибольшее внимание в своих исследованиях уделяет изучению работы органов местного самоуправления в период кризисов (1917—1918 гг., 1991—1993 гг. и др.). Исходя из этого, определяет особую природу местного самоуправления как проводника и — в период кризисов — «резонатора» общественных настроений во власть с одной стороны и исполнителя и проводника политических решений государственной власти на местах с другой. Двойственная природа органов МСУ объективно связана с тем, что это наиболее приближённый к населению уровень власти, она же делает их в период политических кризисов «полем битвы», придавая МСУ дополнительную уязвимость. В своих работах о местном самоуправлении доказывает прямую зависимость его жизнеспособности и кризисов системы местного самоуправления (земства, Советы, современные органы МСУ) от степени политической включённости органов МСУ и проникновения в них партийности. Противопоставляет хозяйственную природу органов МСУ политической природе государственной власти.
Исходя из этого, определяет в качестве основы жизнеспособности органов МСУ принципы самоуправления, самофинансирования, а также аполитичности и демократического способа формирования (для земств — всесословности), при котором население голосует непосредственно за «личность», а не за партию. Доказывает, что земства в 1918 году и местные Советы народных депутатов в 1993 году были ликвидированы искусственно из-за их политической включённости вследствие втянутости в противостояние, а не из-за собственной нежизнеспособности.
Этапы реформирования МСУ в России связывает с общегосударственными тенденциями централизации, либо децентрализации. Низкую эффективность МСУ в России связывает с отчуждением власти от общества и отсутствием реальных прав и механизмов ответственности власти и непосредственного участия в самоуправлении населения.
Считает, что МСУ в России имеет «парадоксальную законодательную основу», обуславливающую проблемы его развития, заложенную в противоречии между его конституционной основой и базовым законом ФЗ № 131 «Об общих принципах организации местного самоуправления», так как, по мнению Матвеева, в Конституции РФ 1993 года заложена англосаксонская модель, в соответствии с которой местное самоуправление в пределах своих полномочий самостоятельно и обладает определённой автономией, при которой органы МСУ не входят в систему органов государственной власти (статья 12) обеспечивают самостоятельное решение населением вопросов местного значения и т. д., а базовый федеральный закон об МСУ и практика его реализации фактически «расшифровывают» модель российского МСУ как «континентальную», которой присуще понимание МСУ не как автономного самоуправления, а как низового уровня государственной вертикали власти, что в России ещё усугублено «советскими административно-командными привычками». Исходя из этого, считает, что МСУ в России в большей степени является не общественным институтом, а формируемым государством низовым звеном власти.
Наряду с работами по истории местного самоуправления России XIX—XX вв. занимался исследованиями Учредительного Собрания в России в 1917—1918 годах, гражданской войны и деятельности Комитета Членов Учредительного Собрания (КОМУЧ), народной армии КОМУЧа и генерала Каппеля в 1918 года, протестного движения периода перестройки 1985—1993 годов, деятельности Государственного комитета по чрезвычайному положению (ГКЧП), работы органов власти в сфере межнациональных отношений, историко-философских взглядов Л. Н. Толстого, а также ряда других тем.
Выступал с публичными лекциями.
Ведёт краеведческую работу и деятельность по защите памятников истории и культуры Самары. Является инициатором создания в 2007 году при Правительстве Самарской области рабочей группы по изучению материалов по установлению даты основания города Самары, а также инициатором переноса празднования дня города Самары с мая на сентябрь.

### Работа в журналистике и PR
Ещё будучи студентом, окончил курсы Факультета дополнительного образования по специальности «журналистика», регулярно писал заметки в университетскую многотиражку «Университетская жизнь», сотрудничал с рядом самарских газет («Волжский комсомолец», «Самарские известия») в качестве внештатного сотрудника. На последнем курсе начал работать репортёром с первого номера открывшейся «Самарской газеты», главным редактором которой был назначен бывший университетский преподаватель Матвеева Сергей Рязанов. По окончания университета, где ещё сохранялась последние годы советская система распределения, распределился в «Самарскую газету» в качестве «корреспондента исторической хроники», фактически работал репортёром отдела новостей (1991—1992).
В 1992 году параллельно с журналистской работой стал сотрудничать, а затем полностью перешёл в рекламный бизнес, став директором по рекламе и маркетингу одной из первых самарских частных компаний — фирмы «ПСГ» («Пушкин, Столяров, Гаранин»), где проработал до конца 1995 года, курируя в разные периоды рекламу до 10 различных направлений фирм, входящих в холдинг (торговля одеждой, парфюмерией, алкоголем, спортивными товарами, автозапчастями, ценные бумаги, недвижимость и т. д.), выступая разработчиком креативных идей и рекламы, а также организатором рекламных кампаний. Был первым рекламным менеджером продвижения в начале 90-х годов на самарский рынок таких торговых марок как Remy Martin, Finlandia, Reebok, Puma, Diesel, Oriflame и других.
В том же году с друзьями основал одно из первых в Самаре рекламных агентств «Треугольникъ» (вышел из учредителей в 2002 году, агентство просуществовало до 2007 года), а также PR-агентство «Самара-рейтинг».
Неоднократно становился в качестве автора оригинал-макетов рекламных объявлений, логотипов, сюжетов видеороликов и т. д. призёром различных номинаций в конкурсах самарской рекламы, получив в середине 90-х годов в профессиональной среде известность в качестве специалиста по креативным разработкам рекламы и пиар-менеджера. В качестве разработчика рекламы часто подписывал свои работы придуманной им шуточной торговой маркой «MатвЕЕв pictures» (впоследствии была зарегистрирована в качестве торговой марки рекламного агентства «Треугольникъ»). Является автором и разработчиком ряда известных впоследствии самарских брендов «Империя-центр», «Парк Хаус», лимонады «Капель», «Бегемот», «Самарское обозрение» и т. д.
В 1996 году стал одним из учредителей и основателей, а также автором названия и логотипа популярного еженедельника «Самарское обозрение», в котором работал до 2000 года, будучи заместителем главного редактора и директором службы рекламы. В 1999 году выступил одним из учредителей газеты «Самарский курьер», главным редактором которого являлся до 2003 года, также участвовал в ряде других издательских проектов (журнал «Офис-курьер» (главный редактор) и т. д.)
С середины 1990-х годов стал заниматься разработкой политической рекламы, сочетая работу в журналистике и PR.
В 1996—2003 годах был известен в качестве успешного PR-консультанта и политтехнолога, принимавшего участие в ряде проектов и избирательных кампаний в различных регионах России
В начале 2000-х годов, после начала самостоятельной политической деятельности, ушёл из «профессии» политтехнолога, отказавшись от работы в качестве специалиста в чужих избирательных кампаниях и занимаясь собственными.
В одном из интервью свой уход из политтехнологического бизнеса объяснил тем, что «в процессе зарабатывания политических денег понял, что этические мотивы все чаще берут верх в моей работе, и начал отказываться от заказов. Чего у профессионала быть не должно».

«Большинству людей… в политтехнологиях — всё равно. Их наняли, и они делают своё дело, их кандидат должен выиграть, а соперник — проиграть. Точка. Каким путём — не важно. Поскольку, занимаясь политическим пиаром, в текстах программ, выступлений, которые я писал …я выражал свои реальные мысли… а кандидаты были всё чаще мерзавцы, они сами не верили в то, что моими словами говорили и не собирались ничего из обещанного выполнять, я всё чаще начал испытывать от профессии состояние дискомфорта. … И я решил, чтобы моими руками не загребали жар, попробовать реализовать свою, уже обкатанную на чужих выборах программу, самостоятельно. Таким образом, я перешёл в политике из категории людей, которые зарабатывают на выборах деньги, в категорию тех, кто тратит»
— Интервью 63.ру
Между тем оппоненты Матвеева не раз отмечали в его собственных предвыборных кампаниях немало политтехнологических ходов, при этом он умеет «пиариться на всем, что можно и нельзя».

## Политическая и общественная деятельность

### Участие в выборах в Самарскую городскую думу в 2001 году
Будучи редактором газеты «Самарский курьер», впервые принял участие в выборах, зарегистрировавшись в качестве кандидата в депутаты Самарской городской Думы (Октябрьский округ) в 2000 году. Фактически кампанию как кандидат не вёл, параллельно принимая участие в качестве политтехнолога в работе предвыборного штаба кандидата в губернаторы Самарской области Виктора Тархова (выборы гордумы и губернаторские были совмещёнными). Занял третье место, набрав 13 % голосов.
В 2001 году участвовал в выборах Самарской Губернской Думы третьего созыва по Октябрьскому округу № 4. Занял третье место, набрав 21 % голосов (первое занял действующий депутат Сивиркин (проиграет выборы Матвееву в 2007 году), второе — участвовавший в выборах председатель горизбиркома Никологорский). Получив определённую известность и даже заняв по ряду участков первое место, решил сосредоточиться на общественно-политической деятельности, отойдя от журналистики и оставив пост редактора «Самарского курьера» (оставшись одним из учредителей издания).
Другим итогом кампании 2001 года стали формулирование Матвеевым собственных политических принципов и разработка им обстоятельной предвыборной программы «народного самоуправления», которую впоследствии политик последовательно совершенствовал и отстаивал и которая стала неотъемлемой частью его политического позиционирования. Программа получила высокую оценку А. И. Солженицына, что впоследствии неоднократно использовалось с различным знаком оценки как сторонниками Матвеева, так и его противниками.

«Ваша программа — ясная, трезвая и особенно значимы разделы народного образования, медицинского обслуживания, местное самоуправление, национальный вопрос. И разделы о семье, духовности и нравственности верно вызвали тревожную заботу. Много ломок закатил нашему народу XX век и последнее десятилетие. Инициатива и стремление к лучшей жизни сломлены очень сильно, но не окончательно. Не уроните дух!»
— Письмо А. И. Солженицына М. Н. Матвееву от 18 января 2002 года
В 2002 году Матвеев начал работу над созданием общественной организации в Самаре («Союз народного самоуправления») и формулированием собственных политических взглядов, одновременно вернувшись к научным исследованиям в области местного самоуправления, которые через некоторое выльются в работу над докторской диссертацией.

### Участие в выборах в Государственную думу в 2003 году
В 2003 году Михаил Матвеев участвовал в выборах Государственной Думы по самарскому округу № 153 в качестве независимого кандидата (зарегистрировавшись по подписям избирателей). Занял 4 место, набрав около 7 % (14 тысяч) голосов избирателей и опередив в том числе представителя блока «Родина» Шерстнева. Вскоре после выборов, в начале 2004 года Матвеев познакомился в Москве с Сергеем Глазьевым (по некоторой информации — с подачи Альберта Макашова).
После встречи возглавляемый Матвеевым «Союз народного самоуправления» включился в сбор подписей в поддержку выдвижения Сергея Глазьева кандидатом в Президенты РФ.
В феврале 2004 года Матвеев был назначен доверенным лицом кандидата в Президенты РФ Сергея Глазьева по Самарской области и руководителем его предвыборного штаба в регионе. Также Матвеев получил полномочия координировать работу по созданию регионального отделения «Родины» (общероссийского движения) и даже провёл его учредительное собрание.
Однако из-за начавшейся борьбы между сторонниками Сергея Глазьева и Дмитрия Рогозина за руководство реготделением создаваемой партии, в которую также активно включились люди мэра Самары Георгия Лиманского и последовавшей за этим дезорганизацией и двоевластием в работе самарского предвыборного штаба Сергея Глазьева (координировать работу которого параллельно с Матвеевым Глазьев также поручил замглавы администрации Промышленного района Самары Сергею Терентьеву), Матвеев вскоре сложил с себя полномочия руководителя штаба и отошёл от «перетягивания каната» вокруг реготделения «Родины». Тем не менее, во время своего визита в Самару в марте 2004 года Глазьев продолжал называть Матвеева одним из своих «координаторов» в регионе, однако тот фактически отошёл от дел. Позже Матвеев заявлял, что считал ошибкой и преждевременным участие Глазьева в выборах президента в 2004 году и последовавший за этим раскол между Глазьевым и Рогозиным и начавшиеся у «Родины» проблемы. В дальнейших событиях вокруг регионального отделения «Родины» в Самарской области участия не принимал.

### Союз народного самоуправления (Блок Михаила Матвеева)
В 2003 году создал в Самаре городскую общественную организацию развития самоуправления и защиты прав населения «Самарский союз народного самоуправления» (в 2008 год у реорганизована в самарское региональное общественное движение «Союз народного самоуправления — Блок Михаила Матвеева»), ставящую перед собой задачу пропаганды идей земства и народного самоуправления. Движение получило известность. После серии громких акций против уплотнённой застройки в Самаре, окончившихся победой жителей, а также правовой помощью населению в сфере ЖКХ и распространением различной просветительской и юридической литературы. Органом печати «Союза народного самоуправления» стала газета «Самарский курьер» (издаётся с 1999 года), которая с 2001 года перестала выходить как периодическое издание, но сохранила определённую регулярность.
А. И. Солженицын в письме от 15 октября 2004 года выразил М. Н. Матвееву восхищение его борьбой за принципы народного самоуправления.
С 2006 года общественная организация стала приобретать всё больший политический характер, ассоциируясь с постоянно-действующим предвыборным штабом Михаила Матвеева, что обусловило преобразование в 2007 году в форму общественного движения и добавление к названию слов «Блок Михаила Матвеева». В манифесте движения было заявлено:

«Движение осуществляется на непартийной основе. Мы считаем, что уровень местного самоуправления нуждается в прямых представителях населения городских округов, ответственных перед ним. Поэтому мы стремимся к объединению городского сообщества вокруг личностей и программ, на общественной, а не партийной основе».— Манифест Блока Михаила Матвеева
 Было объявлено, что движение в качестве блока кандидатов примет участие на выборах депутатов Самарской городской Думы в 2009 году. Однако изменение выборного законодательства не позволило БММ выдвигать списки, и участие в выборах гордумы (перенесённых на 2010 год) состоялось в форме самовыдвижений участников движения.
На выборах городской думы Самары 2010 года под брендом «Блок Михаила Матвеева» выдвинулось 10 кандидатов, 9 из них в ходе массовых снятий избиркомом самовыдвиженцев были также сняты с выборов под различными предлогами, однако один — Максим Фёдоров — снят не был и в итоге был избран депутатом. В Самарской городской думе пятого созыва Единая Россия получила 29 мест из 35, Справедливая Россия 5 мест (впоследствии все вышли из партии, фракция создана не была «Блок Михаила Матвеева» одно, ЛДПР и КПРФ своих кандидатов не провели).

### Самарская городская дума
В 2004 году был избран депутатом Самарской городской думы 4 созыва по одномандатному округу № 8 Октябрьского района, набрав около 60 % голосов. Являлся председателем Контрольного комитета думы. Известен тем, что единственным из депутатов в 2005 году отказался проголосовать за отмену всенародных выборов мэра города. Выборы думой были отменены, однако уже через полгода депутаты под давлением общественного мнения были вынуждены отменить собственное решение и вернуть всенародные выборы мэра.
В 2005 году стал автором альтернативного Устава города Самары, закрепляющего отчётность чиновников и мэра перед населением города и другие демократические положения, который получил определённый резонанс, но принят не был.
В том же году Матвеев выступил инициатором переноса празднования Дня города Самары с мая на сентябрь, как это было до революции 1917 года.
Предложение обсуждалось с губернатором Самарской области, но не получило воплощения. Лишь в 2012 году, когда Матвеев был депутатом губернской думы, дата празднования Дня города была изменена.
В 2006 году Матвеев высказал идею установки в Самаре памятника герою советского фильма «Белое солнце пустыни» красноармейцу Сухову, которая также воплотилась в 2012 году.

### Выборы мэра Самары в 2006 году
На выборы в мэра Самары в 2006 году проходил в качестве независимого кандидата. В ходе выборов входил в тройку лидеров и позиционировал себя в качестве «третьей силы», соцопросы показывали кандидату высокий рейтинг, считаясь одним из фаворитов избирательной кампании. Накануне дня голосования городская избирательная комиссия инициировала снятие кандидата, однако Ленинский районный суд не успел вынести решение в отведённые законом сроки, и Матвеев остался в числе кандидатов.
Занял 4 место из 17 кандидатов, набрав 13,8 % (около 50 тысяч голосов).
Во время второго тура отказался поддерживать кого-либо из вышедших в него кандидатов (Георгия Лиманского и Виктора Тархова), предложив в эфире телеканала РИО 11 октября 2006 года обоим кандидатам реализовывать его программу, однако согласился встретиться с губернатором Самарской области Константином Титовым, передав ему собранные в ходе выборов наказы избирателей. Данный факт был широко растиражирован штабом Лиманского как доказательство того, что Михаил Матвеев якобы поддержал его кандидатуру, что заставило Матвеева дать специальное опровержение в эфире телекомпании «Терра» вечером 20 октября 2006 года.

### Самарская губернская дума IV созыва
В 2007 году был избран депутатом Самарской губернской думы по одномандатному округу № 4 Октябрьского района, заместителем председателя комитета по местному самоуправлению думы. Является автором принятого в 2011 году закона «О противодействии алкоголизации населения Самарской области», запретившего торговлю алкоголем в Самарской области в ночные часы, и ряда других социальных законопроектов. Один из авторов изменений в Устав Самарской области.
В 2007—2011 годах неоднократно вставал во главе различных общественных и протестных акций, в том числе против точечной застройки сквера на улицы Осипенко и строительства в зелёной зоне здания Арбитражного суда, митингов болельщиков футбольного клуба «Крылья Советов» (был ведущим митинга на площади Славы 24.01.2010 года) против банкротства клуба, обманутых дольщиков, за самарское время (против перевода региона в московский часовой пояс), движения рыбаков против введения платной рыбалки.
В 2007 году в составе делегации Самарской области как независимый депутат участвовал в Твери в съезде инициативных групп движения «За Путина». Выйдя на трибуну, подверг жёсткой критике «Единую Россию», назвал ошибками монетизацию льгот и отмену одномандатных округов по выборам в Госдуму и т. д., чем вызвал замешательство в зале и неожиданные аплодисменты.
В 2010 году вошёл во фракцию КПРФ в думе, что наблюдатели связывали с приближением очередных выборов мэра Самары и желанием застраховать себя от снятия. При этом в заявлении о вступлении во фракцию Матвеев указал: «в случае расхождения собственной предвыборной программы с партийными установками как беспартийный депутат оставляю за собой право на особое мнение», чем вызвал голосование против среди нескольких членов КПРФ (Мусаткин, Гонтарь), голосов которых, впрочем, не хватило для того, чтобы отказать политику во включению во фракцию.

### Выборы мэра Самары в 2010 году
Задолго до выборов мэра Самары в 2010 году назывался в качестве одного из наиболее вероятных их участников. Однако после внесения Дмитрием Медведевым серии изменений в выборное законодательство, существенно осложнивших регистрацию беспартийным кандидатам.
В этой ситуации Матвеев, известный ранее своей принципиальной беспартийностью, не вступая в партию, за полгода до выборов вступает во фракцию КПРФ в Самарской Губернской Думе. После чего, на фоне стремительно теряющего популярность своего соперника по прошлым выборам мэра Виктора Тархова начинает восприниматься социологами в Самаре как один из возможных претендентов на победу, опережая, согласно соцопросам, накануне старта выборов действующего мэра по своему рейтингу.
Местные аналитики не исключали, что именно усиление Матвеева привело Единую Россию и областные власти к пониманию необходимости замены официального кандидата от партии — спикера Самарской Губернской Думы 63-летнего Виктора Сазонова на более молодого кандидата — 40-летнего министра экологии и природных ресурсов областного правительства, экс-вице-мэра Самары Дмитрия Азарова.
Однако и после этой рокировки Матвеев продолжал считаться одним из трёх основных кандидатов наряду с Азаровым и Тарховым, фактически повторяя сценарий выборов 2006 года, где он также был «третьей силой».
Однако коммунисты Матвеева не выдвинули кандидатом из-за того, что на областной конференции коммунистов ни одна из выдвинутых кандидатур, включая беспартийного Матвеева, не набрала большинства голосов.
Матвеев выдвинулся в качестве самовыдвиженца. Однако получил отказ в регистрации. Среди причин отказа кандидатам горизбирком назвал не только «нарушение формы подписного листа», приведшее к признанию недействительными всех 100 % из 22 тыс.собранных кандидатом подписей, но и ряд других, например, недействительность паспортов из-за наличия в них отметок ФМС об аннулировании ранее выданных заграничных паспортов. Основания отказа в суде были признаны законными.

### Выборы Самарской губернской думы V созыва 4 декабря 2011 года
Выиграл с большим отрывом 4 декабря 2011 года выборы депутатов Самарской Губернской Думы по своему одномандатному округу, переизбравшись на второй срок. На выборы был выдвинут от КПРФ. На определённом этапе ожидалось, что Матвеев может даже возглавить список КПРФ на выборах Самарской Губернской Думы в Самарской области, а также войти в тройку регионального списка КПРФ на выборах в Государственную Думу. По этой причине выдвижению Матвеева от КПРФ предшествовали многочисленные попытки самарских властей повлиять на партию, чтобы выдвижение политика от КПРФ не состоялось вообще, так как по данным социологов рейтинг и известность Матвеева превышали известность любого из функционеров КПРФ в регионе и задействование коммунистами в качестве «паровоза» популярного беспартийного политика могло сломать выстроенную властью и её политтехнологами схему и дать коммунистам «ненужный» прирост голосов. Невыдвижение же политика от парламентской партии ставило регистрацию кандидата в зависимость от сбора подписей, механизм отказа в регистрации по которым был уже отработан в отношении Матвеева на выборах мэра в 2010 году.
Несмотря на электоральную привлекательность, коммунисты не включили Матвеева в общерегиональную часть списка (так называемою «пятёрку») кандидатов в Самарскую Губернскую Думу и список своих кандидатов в Госдуму. По некоторой информации, это отчасти было следствием достигнутых договорённостей с властью и нежеланием коммунистов идти с руководством области на открытый конфликт, отчасти — следствием внутренней борьбы внутри руководства партии за «проходные» места в списке и «продажей» ряда из них спонсорам. В итоге одно из «вакантных» мест в «пятёрке» общеобластного списка КПРФ в Губдуму занял идущий также № 2 по списку в Госдуму 76-летний депутат Государственной Думы Валентин Романов, а другое — предприниматель Сергей Ракитин, перед выборами вступивший в КПРФ, а до того состоявший сначала в «Единой России», а затем «Справедливой России», и называемый источниками одним из основных «спонсоров партии» в данный период. Первые три места в списке заняли коллеги Матвеева по Губдуме депутаты первый секретарь обкома КПРФ Алексей Владимирович Лескин, секретарь тольяттинского горкома КПРФ Виталий Минчук и секретарь обкома Гумар Валитов (параллельно Минчук и Валитов баллотировались по одномандатным округам, где проиграли).
Тем не менее, областная конференция КПРФ большинством голосов (46 против 21) поддержала выдвижение Матвеева по Октябрьскому одномандатному округу, где он являлся действующим депутатом, кроме того, беспартийный политик возглавил список КПРФ по данному округу. В результате по итогам выборов 2011 года КПРФ в округе получила на 17 % голосов больше по сравнению с выборами 2007 года, а сам Матвеев обошёл кандидата от «Единой России» по одномандатному округу Дегтева более чем на 5 тысяч голосов. Также не получил мандат депутата шедший по округу по партийному списку «Единой России» крупный предприниматель Кошелев, называвшийся главным спонсором партии власти и одновременно активной «антиматвеевской кампании» в округе.
На первое заседание Самарской Губернской думы V созыва демонстративно пришёл в чёрной майке с портретом Эрнесто Че Гевары.
В Самарской Губернской думе V созыва сохранил должность заместителя председателя комитета по местному самоуправлению, а также вошёл в комитет по ЖКХ, ТЭК и охране окружающей среды.
В 2013 году Матвеев выступил инициатором строительства бульвара на разделительной полосе ул. Ново-Садовой между ул. Советской Армии и глазной больницей им. Ерошевского в Самаре, а также строительства бульвара между Московским шоссе и ул. Маломосковской.

### Участие в акциях оппозиции в 2011—2012 годов
10 и 24 декабря 2011 года был одним из организаторов многотысячных митингов в Самаре против фальсификации итогов региональных и федеральных выборов. Заявил, что, несмотря на победу на выборах, готов сложить мандат, и пойти на новые выборы, если власть согласится на требования о проведении новых свободных выборов.
За участие в организации ряда митингов и пикетов в декабре 2011 — марте 2012 года и неповиновение законным требованиям полиции по их прекращению привлекался к административной ответственности в виде штрафов, решение о наложении которых обжаловал в Европейском суде по правам человека.
В январе и феврале 2012 года выступил инициатором и провёл в Самаре заседание первого Самарского Гражданского форума, в котором приняло участие около сотни представителей различных политических и гражданских сил, учёных, творческой интеллигенции, обсуждавших ситуацию в стране и возможные альтернативы её развития (стенограмма собрания 28.01.2012, 25.02.2012). В последующие годы прошло ещё несколько заседаний СГФ.
В сентябре 2012 года по представлению Ассоциации «Голос» награждён в Москве медалью «Защитнику свободных выборов»
Осенью 2012 года принял участие в качестве кандидата по общегражданскому списку в выборах в Координационный Совет российской оппозиции. Входил в блоки «Регионы», «Блок националистов», «Реальные дела» и «Пакт Стратегия большинства». Во время дебатов на телеканале «Дождь» Матвеева поддержал Алексей Навальный,  призвав в твиттере голосовать за самарского депутата, чтобы он вышел во второй тур.
Стал победителем анонимного конкурса эссе кандидатов, в финале которого работа Михаила Матвеева «Развитие местного самоуправления — одна из главных задач новой России» заняла первое место.
Летом 2013 года, в период начала уголовного преследования Алексея Навального и его кампании по выборам мэра Москвы в целом отрицательно отнёсся к либеральному «крену» оппозиционного движения, отмечая, что фактически получается, что Навальный «и его моральные спонсоры» работают на неолиберальный проект «Перестройка-2».

### Политические позиции в период «украинского кризиса» 2013—2014 годов
Был организатором митинга в Самаре в поддержку Крыма и Севастополя и автором его резолюции, в котором призывалось придать Севастополю статус отдельного субъекта Федерации, воздержаться от придания Крыму какого-либо национально-республиканского статуса, «защитить население Юго-Востока Украины», а также «изменить приоритеты миграционной политики России с привлечения мигрантов из Средней Азии и Кавказа на переселение в Россию бывших граждан Украины».
Развернуто свою позицию сформулировал в статье «Why Russia always gets its land back?» (Почему Россия всегда возвращает свои земли обратно?"), опубликованном на английском языке в блоге политика и перепечатанном многими сетевыми изданиями.

«На протяжении последней тысячи лет наш народ строил российское государство, и в итоге объединился на огромном пространстве от Тихого океана до Балтики и от Северного Ледовитого океана до Чёрного моря и Кавказа. (…) Крым вошёл в состав России ещё до того, как в США появилась Конституция, а Киев называется „мать городов русских“ как первая столица русского государства с IX века, то есть за 6 веков до открытия Америки Колумбом. Территория Украины — не территория чужой страны, некогда присоединённой Россией, это и есть сама Россия, её историческая исконная русская земля, колыбель русского народа, ибо история России началась более 1000 лет назад отсюда, из Киева (…)
Теперь подумайте — что такое 23 года в тысячелетней истории России? (…) Почему вы называете сепаратистами повстанцев, тех, кто хочет объединить обратно прежнее государство, существовавшее веками, но не называли сепаратистами тех, кто отрывал от него куски 23 года назад? Те процессы, которые сейчас идут вокруг возврата отторгнутых от России сепаратистами территорий — это восстановление разделённого народа, разделённой русской нации и России в её исторических территориях, существовавших в нашем государстве столетиями. Русские ничего не аннексируют у чужих стран. Мы возвращаем своё. Полистайте учебники истории и откройте глаза — это русская земля уже 300, 400, 500, 1000 лет. И происходит свержение сепаратистов и объединение с Большой Россией по воле народа, которая была попрана 23 года назад. Это демократия, это русское объединение, не мешайте ему. Русские не будут выходить за свои исторические границы, но никому не остановить естественную тягу разделённой нации быть вместе в одном государстве».
[
— "Why Russia always gets its land back?
Неоднократно поднимал вопрос в Думе и различных органах власти региона об оказании помощи Юго-Востоку Украины и приёме беженцев, в итоге в июне 2014 года организовал сбор и отправку в Донецкую и Луганскую народную республику гуманитарной помощи, организовав группу «Русская весна-Самара». Стал организатором митинга 28 июня 2014 года в Самаре с требованием признания Донецкой и Луганской народных республик со стороны Российской федерации и оказания им полномасштабной помощи, прошедшим под лозунгом «Путин! Не сдавай Новороссию!»
Был автором обращения к президенту России о признании Донецкой и Луганской народных республик, внесённого фракциями КПРФ и ЛДПР в Самарскую Губернскую Думу в июле 2014 года (не принято, за проголосовало 12 депутатов, против — 32).

### Выборы губернатора Самарской области в 2014 году и обострение политического противостояния в Самарской области в 2015—2016 годах
В июне 2014 года губернатор Самарской области Н. И. Меркушкин (с 1995 по 2012 год — глава республики Мордовия) подал в отставку с целью пойти на досрочные выборы (был назначен врио губернатора). В конце июня самарское региональное отделение КПРФ большинством голосов (92/16) выдвинуло беспартийного Михаила Матвеева кандидатом в губернаторы Самарской области.
На проведённой 3 июля 2014 года пресс-конференции Михаил Матвеев заявил, что основной задачей своего участия считает отстаивание альтернативной стратегии реформы местного самоуправления в области: в отличие от губернатора Меркушкина, он считает недопустимым отмену выборности мэров и глав районов и поселений и переход местного самоуправления на фактическую назначаемость губернатором. Кроме того, Матвеев заявлял, что, понимая невозможность выиграть выборы в условиях, не сопоставимых с врио губернатора ресурсов, считает, тем не менее, важным участие в выборах «собственных» (самарских) политиков ради доказательства, что они есть.
Особенностями выборов губернатора Самарской области 14 сентября 2014 года стали активное задействование административного ресурса для досрочного голосования (223 тыс. чел., или около 10 % от числа избирателей) и голосования на дому (113 тыс. человек, или около 5 % избирателей), большое число бюллетеней, признанных недействительными, манипулирование в ходе дня голосования с численностью избирателей на участках (она к концу дня оказалась на 70 тыс.чел. меньше, чем в начале) и абсолютное доминирование в ходе выборов кандидата власти над всеми остальными (объём эфирного времени о кандидате Меркушкине доходил на самарских телеканалах до 98 % всех новостей о кандидатах). Даже в условиях такого доминирования, кандидатам-соперникам и. о. губернатора зачастую ограничивали возможность выражения своей позиции в рамках предоставленного по закону эфирного времени. Так, Михаилу Матвееву облизбирком запретил трансляцию видеоролика, где кандидат выражал несогласие с «Николаем Ивановичем» по реформе местного самоуправления. Так как финансовая и организационная поддержка кандидата Матвеева со стороны КПРФ была минимальной (объём избирательного фонда кандидата составил всего около 2 млн.руб., из которых 550 тыс.руб. — средства избирательного объединения и 650 тыс.руб. — собственные средства кандидата), основные усилия кандидат сосредоточил на кампании в Самаре и собственном депутатском избирательном округе — Октябрьском районе города Самара.
По итогам голосования на выборах губернатора Самарской области Матвеев занял второе место, набрав согласно официальным данным около 4 % голосов избирателей (в том числе по Самаре — около 7 % и по собственному депутатскому округу — более 12 %). Николай Меркушкин получил 91,35 % голосов избирателей. Данный результат многими, включая источники в самой «Единой России», был воспринят как невероятный и не соответствующий его реальному рейтингу.
После обретения Николаем Меркушкиным статуса губернатора, избранного с «рекордным результатом» его политика в Самарской области стала обретать откровенно авторитарные черты , что не могло не привести к конфликту с общественным мнением и другими его выразителями. Первые же непопулярные шаги губернатора — сворачивание местного самоуправления и отмена выборов мэров городов (включая Самару, одним из основных кандидатов на пост мэра которой традиционно считался Матвеев), объединение ведущих самарских вузов, с ликвидацией классического Самарского государственного университета, «Alma Mater» Матвеева, различные неоднозначные архитектурные проекты губернатора, включая строительство закрывшей вид на Волгу с площади Славы шестиметровой мемориальной стены вызывали не только недовольство самарцев, но и активную критику Михаила Матвеева. Со своей стороны губернатор Н. И. Меркушкин несколько раз публично выразил недовольство критикой депутата.
Отношения между экс-кандидатом на пост губернатора Самарской области и губернатором существенно накалились после разразившегося в регионе громкого политического скандала, когда в конце 2015 года стало известно, что задержанный за вымогательство самарский политтехнолог и блогер Дмитрий Бегун начал давать показания на губернатора Н. И. Меркушкина, согласно которым последний на протяжении трёх лет финансировал «публикации против политиков, которые тому мешали, причём как местных, так и федерального уровня, например, первого замглавы президентской администрации Вячеслава Володина, секретаря президиума генсовета „Единой России“ Сергея Неверова, главы ГК „Ростехнологии“ Сергея Чемезова и других», после чего «показания были доведены до сведения руководства страны, и было принято решение проверить и всю прочую деятельность губернатора, особенно хозяйственную, в связи с чем в регион прибыла группа силовиков из Генпрокуратуры, Следственного комитета, ФСБ». Согласно этим показаниям, среди лиц, чья деятельность дискредитировалась по указанию губернатора Н. И. Меркушкина, был и депутат М. Н. Матвеев, в отношении которого было разрешено проводить «любые мероприятия по дискредитации».
После попадания материалов уголовного дела, ранее только цитировавшихся в местных и федеральных СМИ, в руки Михаила Матвеева, последний обнародовал их в своём блоге в конце марта 2016 года, чем вызвал явное негодование окружения губернатора и самого Н. И. Меркушкина, заявившего, что «Бегун говорит то, чего не было». Дело в отношении губернатора возбуждено не было, а 5 апреля 2016 года Следственным управлением Следственного комитета России по Самарской области в рамках возбуждённого уголовного дела по факту разглашения материалов предварительного следствия у депутата М. Н. Матвеева на квартире и в рабочем кабинете в Самарской Губернской Думе были проведены обыски (видео), что вызывало серьёзный общественный резонанс и публикации в местных и федеральных СМИ, а также обвинения следственного комитета в ангажированности, особенно с учётом того, что незначительным, согласно УПК РФ тяжести преступлением по ст. 310 УК РФ занялась следственная группа отдела по особо важным делам, а сам Матвеев никак не может быть привлечён к ответственности, так как не являлся участником следствия и никаких подписок о неразглашении попавших ему в руки материалов не давал.
Губернатор Меркушкин, комментируя обыски у своего оппонента, заявил, что публикации материалов уголовного дела, где он фигурирует, были направлены на то, чтобы «испортить имидж страны», и в том, что у депутата и его адвоката прошли обыски, «они виноваты сами». Фракция КПРФ в Самарской Губернской Думе на пленарном заседании 7 апреля 2016 года сделала заявление с протестом против действий СК в отношении депутата Михаила Матвеева, «посмевшего предать огласке вопиющие материалы, где фигурирует губернатор Меркушкин и обратившегося в федеральные органы с требованием проведения тщательного расследования», во время оглашения которого фракция «Единой России» вместе с членами Правительства Самарской области со скандалом покинула зал.
13 апреля 2016 года на пленарном заседании Государственной думы с заявлением «Единая Россия и коррупция» выступил зампред ЦК КПРФ депутат В. Ф. Рашкин, назвавший обыски у самарского депутата фракции КПРФ Михаила Матвеева вместо «уголовного дела и расследования обвинений в адрес губернатора Меркушкина» «кампанией увода от ответственности чиновника верхнего эшелона власти от партии власти».

### Выборы Государственной думы 2016 года и Самарской губернской думы VI созыва
25 июня 2016 года на съезде КПРФ был выдвинут кандидатом в депутаты Государственной Думы по Самарскому одномандатному округу № 158, а также вошёл в «тройку» общеобластного списка КПРФ на выборах в Самарскую Губернскую Думу. На выборах в Госдуму набрал 22 % голосов (второе место), но в федеральный парламент не прошёл и вновь был избран депутатом Самарской Губернской Думы VI созыва.
После выборов в серии фильмов-расследований «Как воровали голоса на выборах в Самарской области», сделанных на основе анализа камер видеонаблюдения с избирательных участков убедительно показал каким образом в массовом порядке фальсифицировались выборы в интересах его соперников и партии «Единая Россия», против него и партии «КПРФ». По итогам вызвавших резонанс расследований депутата Следственным управлением Следственного Комитета России по Самарской области было возбуждено несколько уголовных дел по факту фальсификации выборов, в том числе один из глав поселений, фигурант фильма «Как воровали голоса на выборах в Самарской области. Рождествено», глава поселения Рождествено Волжского района Самарской области Анатолий Кудияров вместе со своими подчинёнными оформил явку с повинной, признавшись в массовых фальсификациях выборов.

### Деятельность в период Самарской губернской думы VI созыва

#### Акции протеста пенсионеров и смена губернатора Самарской области
С начала 2017 года в Самарской области стало формироваться и нарастать протестное движение, главными участниками которого выступили пенсионеры. Старт процесса был обусловлен решениями Правительства области по инициативе губернатора Н. И. Меркушкина сократившего объём социальной помощи пенсионерам, ветеранам, инвалидам и ряду других социально-незащищённых граждан. Общий объём сокращения социальной поддержки пенсионеров составил около 5 млрд рублей при расходной части бюджета Самарской области на 2017 год около 150,3 млрд рублей. Был введён лимит в 50 поездок в месяц на проезд на общественном транспорте, льготы работающим пенсионерам, льготы в ЖКХ заменены денежными компенсациями меньшего размера. Данные сокращения социальной поддержки затронули около 1 млн человек.
Не желая идти на диалог с оппозицией и протестующими пенсионерами, губернатор поставил себя в положение главой мишени для критики. В итоге, начиная с февраля одним из основных лозунгов акций протеста в регионе стало требование отставки губернатора. С середины февраля организация протестного движения фактически перешла к КПРФ, основную роль в координации которого играл депутат Михаил Матвеев. С января по апрель в Самаре состоялось пять крупных митингов пенсионеров, численностью от 1 до 5 тыс. человек. Три митинга в Тольятти превысили численность в 1 тысячу человек. Состоялись митинги в Новокуйбышевске, Сызрани и других города области. 23 апреля 2017 года Михаил Матвеев провёл в Самаре демонстрацию («марш в защиту пенсионеров») по одной из центральных улиц города — проспекту Ленина, собравшую около 3 тыс. участников. Проведению демонстрации предшествовало решение Ленинского районного суда, признавшего отказ Администрации Самары в согласовании марша незаконным. Однако сразу после демонстрации организатор — депутат Михаил Матвеев был задержан полицией и сутки провёл в камере административных задержанных в отделе полиции № 5 Самары, после чего был доставлен в суд Октябрьского района, присудивший ему штраф в размере 30 тыс. рублей за «создание помех пешеходам». Задержание политика вызвало большой резонанс и в целом негативные отклики в адрес власти и по данным фонда «Петербургская политика» стало одним из факторов падения рейтинга региона.
В июне 2017 года в ходе «прямой линии» президент РФ Владимир Путин зачитал отобранный им вопрос, что губернатор Самарской области якобы лишает федеральных ветеранов их пособий, пообещав с этим разобраться.
25 сентября 2017 года губернатор Самарской области Н. И. Меркушкин был отправлен в отставку. Назначенный врио губернатора Самарской области Д. И. Азаров в эфире местного телеканала сообщил, что на предшествующей его назначению встрече с Президентом России В. В. Путиным глава государства обсуждал с ним «сложившуюся ситуацию с протестной активностью в регионе», а также проблему льгот ветеранов.
26 сентября 2017 года, после встречи с депутатами фракции КПРФ в Самарской Губернской Думе М. Н. Матвеевым и А. В. Лескиным, Д. И. Азаров дал поручение создать рабочую группу, призванную изучить ситуацию с лишением льгот пенсионеров и других категорий в Самарской области, в состав которой вошёл и Михаил Матвеев. В свою очередь Матвеев как координатор акций протеста за права пенсионеров в регионе отказался от проведения намеченного на 30 сентября очередного митинга и марша пенсионеров, заявив о приостановке акций протеста на период деятельности рабочей группы. 19 октября 2017 года по итогам двух заседаний рабочей группы врио губернатора Самарской области Дмитрий Азаров заявил о принятии решения о повышении лимита поездок пенсионеров по социальной карте до 90 в месяц (данная цифра фигурировала в качестве одного из требований резолюций митингов пенсионеров, а также возврата льгот работающим пенсионерам, чья пенсия не превышает средней по региону (13,5 тыс. рублей).
Комментируя результат Матвеев назвал его «промежуточным», написав у себя в твиттере, что оценивать его в том числе с позиции «продолжать акции протеста, или нет» следует после того, как решения правительства будут обнародованы в полном объёме и обсуждены с людьми.

#### Деятельность в период протестов против пенсионной реформы и выборов губернатора Самарской области в 2018 году
В 2018 году возглавил в регионе акции протеста против пенсионной реформы и повышения пенсионного возраста, ставшие одними из крупнейших в регионах России . В праймериз кандидатов в Губернаторы Самарской области, проведённых «Левым Фронтом», занял первое место, опередив по голосам первого секретаря Самарского обкома КПРФ А. В. Лескина в пять раз. Однако несмотря на очевидную популярность, КПРФ не стала выдвигать кандидатом в губернаторы Матвеева, предпочтя выдвижение Лескина. Решение вызвало обвинение коммунистов «в расторговке» с «Единой Россией» как со стороны местных, так и федеральных экспертов. Так, политолог Никита Исаев заявил, что «очередное яркое подтверждение тому, что КПРФ стала „спойлером“ партии власти — прошедшие и грядущие выборы губернаторов. Решив не ссориться с „Единой Россией“, партия не стала выдвигать кандидатами в губернаторы таких ярких региональных политиков как Вячеслав Мархаев (Бурятия), Анатолий Локоть (Новосибирск) и Михаил Матвеев (Самара)».
Несмотря на неучастие в выборах губернатора, политик остался одним из самых упоминаемых региональных политиков. В начале 2019 года сайт КПРФ опубликовал рейтинг цитирования и упоминаемости в СМИ региональных депутатов КПРФ, в котором Матвеев занял 7 место из 413.

### Выборы в Государственную думу 2021 года
На выборах Государственной Думы в 2021 году, Михаил Матвеев баллотировался от 162 округа и одержал победу с результатом 36,46 %, опередив действующего депутата от «Единой России», Героя России Игоря Станкевича, набравшего 34,86 % голосов. При этом по всем участкам в городе Самаре, Отрадном, и частично Кинеле победил Матвеев, Станкевич основную массу голосов получил в сельских районах — Богатовском, Борском, частично Кинель-Черкасском, Волжском. На выборах Матвеева поддержало «Умное голосование»,КПРФ, движение Николая Платошкина «За новый социализм!», Союз советских офицеров, а также ряд известных общественно-политических деятелей, включая полковника Владимира Квачкова. Когда стало известно, что побеждает Матвеев, подсчёт голосов и внесение данных в ГАС «Выборы» были оставлены, утром кандидат призвал сторонников защищать результат. После обработки 99,72 % протоколов Матвеев по-прежнему лидировал, Станкевич попытался оспорить итоги и подал три жалобы в самарскую избирательную комиссию, все они были отклонены.

#### Деятельность в период работы Государственной Думы VIII созыва
На одном из первых заседаний Государственной Думы, выступая против очередной заморозки выплаты компенсаций по советским вкладам, употребил по отношению к власти термин «режим», чем вызвал бурные протесты депутатов от «Единой России»: «Никогда мы не победим бедность, если мы не начнём сейчас помогать тем людям, которые по определению в долг дали нынешнему режиму, нынешнему государству „Российская Федерация“ в том числе и свои советские сбережения!». После того, как спикер Вячеслав Володин начал критиковать и комментировать выступление депутата, Матвеев заявил, что делает замечание спикеру, так как регламент, запрещает председательствующему давать оценки депутатам и комментировать их выступления, на что Вячеслав Володин заметил: «Если бы сейчас был режим, Вас бы здесь не было».

В 2022 году на второй день после вхождения российских войск на Украину высказался против войны, хотя ранее голосовал за признание непризнанных республик ДНР и ЛНР:
 Голосуя за признание ДНР/ЛНР я голосовал за мир, а не за войну. За то, чтобы Россия стала щитом, чтобы не бомбили Донбасс, а не за то, чтобы бомбили Киев.
При этом Матвеев заявил, что «не стреляет в спину в нашим солдатам, когда они воюют там, куда их послали политики» и не будет «размахивать флагом чужой страны». Отвечая на второй день войны, 26 февраля в эфире радио «Эхо Москвы в Самаре» на вопрос ведущего, что теперь делать, когда военные действия уже идут, ответил, что «Я за то, чтобы эта (военная) операция как можно скорее завершилась. Сейчас я желаю победы русской армии. Чтобы скорее завершить войну.».
Голосовал против введения уголовной и административной ответственности за дискредитацию органов государственной власти за рубежом, в то же время стал инициатором законопроекта о наделении статусом ветеранов боевых действий участников воинских подразделений ДНР и ЛНР.
В июне 2022 года стал единственным депутатом, проголосовавшим против законопроекта, позволяющего России не выполнять решения Европейского суда по правам человека.
25 октября 2022 года внёс в Госдуму законопроект об освобождении от мобилизации граждан с учёными степенями.

#### Нападение на Матвеева
18 июля 2024 года Матвеев опубликовал в своём телеграм-канале серию сообщений, из которой следовало, что он и его водитель подверглись нападению группы хулиганов. По версии депутата, подтверждающейся опубликованным им видео, заметив на улице группу хулиганов, бившей прохожих, он вышел из машины, предъявил удостоверение и потребовал прекратить драку. В ответ он получил удар камнем по голове, после чего нападавшие попытались сбежать. Один из них был задержан сразу же, а двое других мужчин — на следующий день. Девушки, находившиеся в составе хулиганской компании, задержаны не были.
Ситуация получила большой общественный резонанс, по факту нападения на Матвеева было возбуждено уголовное дело о хулиганстве, впоследствии вменяемая нападавшим статья уголовного кодекса была переквалифицирована на покушение на убийство.
Сам Матвеев подал жалобу Генеральному прокурору о том, что один из нападавших, как выяснилось, трижды находился под уголовными делами (две кражи, один грабеж), и эти дела, вопреки УПК РФ, трижды прекращались за примирением сторон. Это обстоятельство, по мнению депутата, создало незаконные основания для предоставления нападавшему гражданства России.

## Политические взгляды
Сам себя ни к каким политическим течениям не относит, подчёркивая собственную независимость и беспартийность, в Самаре считается политиком левых взглядов, по ряду высказываний[каких?] может быть отнесён к социал-демократам с некоторым влиянием национал-демократических взглядов.
Взаимодействовал с коммунистами (в том числе участвовал в первомайских демонстрациях левых и выступал на митингах), «Справедливой Россией», «Яблоком», ЛДПР, монархистами. Ряд оппонентов указывали на его открытое взаимодействие с националистами, в том числе демонстративное участие в Русских маршах в Самаре в 2009—2014 годах, в том числе в числе одного из организаторов. В блоге политика размещались статьи и комментарии по национальному вопросу, проблемам миграции и т. д. Как депутат Заксобрания Самарской области Матвеев оказывал влияние на принятие документов, касающихся региональной миграционной политики, корректируя их в сторону защиты прав коренных граждан России, а также выступал инициатором и соавтором ряда законопроектов, в частности федерального законопроекта об обязывании всех иностранцев, прибывающих в Россию, иметь полис медицинского страхования.
При этом Матвеев не раз заявлял, что не приемлет радикалов и проявления экстремизма с любой стороны, в частности известен факт инициирования политиком возбуждения уголовного дела по распространению в ходе выборов антисемитских листовок, якобы распространённых от его имени, доведённый до суда, а также критики антимусульманских провокаций.
Оговаривался, что национальность менее важна, чем вероисповедание, говоря, что для него лично национальность не может повлиять на отношение к людям, и называя «русским миром» русских «не по крови, а по духу».
Поддержал идею установки в Самаре памятника митрополиту Санкт-Петербургскому и Ладожскому Иоанну (Снычёву) работы скульптора Вячеслава Клыкова. Полемизируя с представителями радикальной либеральной общественности Самары, выступившими противниками установки памятника «ярому стороннику самодержавия, ненавистнику демократии и последовательному антисемиту», принял участие в видеодебатах с либеральным публицистом Сергеем Лейбградом. Говоря об установке памятника митрополиту Иоанну, подчеркнул, что все группы — и верующие, и неверующие, и либералы, и патриоты, вне зависимости от национального, религиозного или политического происхождения, имеют право на свои убеждения, символы и памятники.
По мнению экс-депутата самарского горсовета Владимира Семёнова, Матвеев — «стихийный марксист», который «в силу предубеждений или убеждений» из-за неприятия «большевистской практики» марксизма в России это не осознаёт, или не признаёт.
Также представление о взглядах даёт заполненная Матвеевым как кандидатом в Координационный Совет российской оппозиции в 2012 году анкета из 25 вопросов (т. н. «политический компас»), отвечая на которую, он высказался за высокие таможенные пошлины для защиты отечественного производителя, ограничение трудовой миграции, сохранение бесплатной медицины и образования, особые отношения со странами бывшего СССР, перераспределение бюджетных потоков в сторону муниципалитетов и регионов, свободное право ношения огнестрельного оружия, закрепление в Конституции РФ особого статуса русских как титульной нации, пересмотр итогов приватизации, сохранения участия государства в экономике, в том числе госкорпораций, введение уголовной ответственности за оскорбление религиозных чувств и обязательности суда присяжных по уголовным делам, сохранения накопительной части пенсий. Выступил против парламентской республики как наиболее подходящего строя для России, формирования армии исключительно на контрактной основе, плоской шкалы подоходного налога, единого государственного экзамена (ЕГЭ).
В конце 2017 года вступил в КПРФ. Своё решение он объяснил желанием «усилить партию и превратить её в регионе во влиятельную политическую силу и инструмент решения тех задач, которые ставят перед нами наши многочисленные сторонники». Однако, несмотря на предположения экспертов, что «вступление в партию делает его кандидатом номер один на должность первого секретаря самарского обкома КПРФ», политик очень быстро столкнулся с заметным противодействием его продвижению внутри партии как со стороны партийной бюрократии, так и со стороны бизнес-структур и власти, имеющих интересы и влияние на внутренние процессы в партии, постаравшихся оспорить его лидерство блокированием получения какого-либо статуса в региональном партийном отделении. В итоге Матвеев не занял в КПРФ никаких постов, оставшись рядовым членом партии даже после избрания депутатом Государственной Думы в 2021 г.
В январе 2024 года Михаил Матвеев высказался против сторонников радикального ислама, утверждая что некоторые мигранты пытаются «агрессивно навязывать нам здесь свой шариат», на это глава Чеченской Республики Рамзан Кадыров предложил «вытурнуть» представителя народа из Госдумы. Позже Матвеев опубликовал видеоролик, где уточнил, что его высказывание не относится к российским мусульманам, а касается радикалов+мигрантов, «тех шайтанов», с которыми сам же Кадыров и борется..

## Международные санкции
23 февраля 2022 года внесен в санкционные списки Евросоюза за действия и политику, которые подрывают территориальную целостность, суверенитет и независимость Украины и еще больше дестабилизируют Украину.
24 февраля 2022 года включён в санкционный список Канады «близких соратников режима» за голосование о признании независимости «так называемых республик в Донецке и Луганске».
24 марта 2022 года, на фоне вторжения России на Украину, включен в санкционный список США за «соучастие в войне Путина» и «поддержку усилий Кремля по вторжению в Украину», Госдеп США заявил что депутаты Госдумы используют свои полномочия для преследования инакомыслящих и политических оппонентов, нарушают свободу информации, ограничивают права человека и основные свободы граждан России.
По аналогичным основаниям, с 11 марта 2022 года находится под санкциями Великобритании. С 25 февраля 2022 года находится под санкциями Швейцарии. С 26 февраля 2022 года находится под санкциями Австралии. С 12 апреля 2022 года находится под санкциями Японии. Указом президента Украины Владимира Зеленского от 7 сентября 2022 находится под санкциями Украины. С 3 мая 2022 года находится под санкциями Новой Зеландии.

## Семья
Отец — Матвеев Николай Михайлович (1939—2016), доктор биологических наук, профессор, заслуженный работник высшей школы РФ, один из основоположников советской (российской) аллелопатии растений.
Мать — Матвеева (Литвин) Раиса Григорьевна (род. 1938), школьная учительница украинского и русского языка и литературы. Старшая сестра Оксана и младший брат Владимир.
Женат; жена — преподаватель, кандидат исторических наук, доцент.
Есть трое детей — сын и две дочери.

### Происхождение семьи
По линии отца: русские, из Кировской области (Вятской губернии), дед — Михаил Митрофанович Матвеев (1899—1954), (М. Н. Матвеев назван Михаилом в честь деда), железнодорожник, машинист паровоза Северной железной дороги, участник Великой Отечественной войны, награждён знаком «Почётному железнодорожнику СССР», бабушка — Матвеева (Владимирова) Елена Ивановна, домохозяйка, имела 8 детей, Николай — отец М. Н. Матвеева — был младшим.
По семейным преданиям, род Матвеевых происходит из села Горюшки на реке Белой Свечинского района Вятской губернии, основанной в конце XVIII — начале XIX века пра-пра-прадедом Михаила Матвеева Авраамом Матвеевым из деревни Огурцы, сын которого Ефим, солдат, отслуживший 20 лет в николаевской армии, имел 5 сыновей: Якова, Поликарпа, Захара, Павла и Митрофана — отца Михаила Митрофановича Матвеева.
- Дядя Михаила Матвеева (по линии отца) — киноактёр Ленфильма Виталий Матвеев (1936—2010), ученик С. А. Герасимова.

По линии матери: украинцы, из Днепропетровской области, Магдалиновский район, бабушка- Литвин’ов Ольга Петровна (1912—1976), крестьянка из батраков, дед — Носенко Григорий Порфирьевич, (погиб на фронте в 1941 году). Вся семья бабушки (родители, братья и сестры, кроме одной) погибла во время голода на Украине в 1920-е годы.
- Сестра деда — Григория Порфирьевича, Мария «баба Гаврышка» (Гаврыш), была народной целительницей.

## Социальные сети
Является активным публицистом и блогером, ведя с 2009 года в Живом журнале «Дневник самарского политика», страницы в Телеграмм, В Контакте и Твиттер. В 2022 году канал политика в Ютуб, насчитывающие более 40 тысяч зрителей, был заблокирован компанией «Гугл» в связи с введением в отношении Михаила Матвеева как депутата Госдумы санкций. По рейтингу портала «Гослюди.ру», рассчитываемому на основе сервиса Яндекс. Блоги, в сводном рейтинге (читаемости, упоминаемости, активности) на август 2013 года занимал 14 место из 334 блогов. После 2020 года основным ежедневно обновляемым ресурсом политика в сети Интернет является канал в Телеграмм «Михаил Матвеев коммент».